# Capitaine de frégate (Belgique)
Pour les articles homonymes, voir Capitaine de frégate.
Capitaine de frégate est un grade utilisé dans la Marine militaire belge. 

## Description
Dans la composante marine de l’Armée belge, le capitaine de frégate (nl : fregatkapitein) est le deuxième grade d'officier supérieur dans l'ordre hiérarchique ascendant, au-dessus du grade de capitaine de corvette et en dessous du grade de capitaine de vaisseau.

Son insigne, sur la manche et sur l'épaule, est composé de trois galons et demi.

Il correspond au grade de lieutenant-colonel dans les composantes terrestre, aérienne et médicale.
|        |  |       |     |          |
| Marine |  | Terre | Air | Médicale |

On s'adresse au capitaine de frégate en lui disant « Commandant ». On s'adresse au lieutenant-colonel en lui disant « Colonel ».